# Запорожье (Борзнянский район)
Запоро́жье (укр. Запоріжжя) – посёлок при предприятии, расположенный на территории Борзнянского района Черниговской области (Украина). Расположено в 24 км на юго-запад от райцентра Борзны. Население — 65 чел. (на 2006 г.). Адрес совета: 16443, Черниговская обл., Борзнянский р-он, село Красносельское, ул. Ленина,41 . Ближайшая ж/д станция — Круты, 11 км.